# Prototheca lentecrescens
Prototheca lentecrescens – gatunek wodnych zielenic z rodziny Chlorellaceae.
Organizm jednokomórkowy. Komórki prawie kuliste o wymiarach średnio 13,7 na 13,9 μm. Nieruchliwe, nieokryte kapsułą. Zamknięte w ścianie komórkowej zawierającej sporopoleninę, ale bez chityny czy celulozy. Mogą tworzyć okrągłe, kremowo-białe, śliskie i błyszczące kolonie. Zarodniki o szerokości średnio 9,5 μm i długości średnio 9,8 μm. Jak wszystkie prototeki są roślinami bezzieleniowymi. Przyswajają glukozę, galaktozę, słabo przyswajają trehalozę, a nie przyswajają glicerolu. W kulturze rosną powoli w temperaturze 25–30 °C, a nie rosną w wyższej. Gatunek wodny, prawdopodobnie synantropijny.
Gatunek po raz pierwszy opisał w 2022 r. zespół Tomasza Jagielskiego na podstawie prób wody pobranych z Wisły w Warszawie, która jest w związku z tym uznana jego miejscem typowym. Nazwa gatunkowa oznaczająca organizm rosnący powoli, co odnosi się do jego rozwoju w hodowli. Holotyp przechowywany jest w Zielniku Wydziału Biologii Uniwersytetu Warszawskiego.